# Aratinga de Socorro
L'aratinga de Socorro (Aratinga brevipes) és una espècie d'ocell de la família dels psitàcids endèmic de les zones amb arbres de Socorro a les illes Revillagigedo.